# Heinrich Mittweg
Johann Heinrich Mittweg (* 1804 in Essen; † 26. Mai 1871 in Trier) war ein deutscher Rechtsanwalt, Justizrat  und Abgeordneter.

## Herkunft
Heinrich Mittweg war ein Sohn des Domänen-Rentmeisters Anton Carl Mittweg und dessen Ehefrau Antonia, geb. Dioeners. Seine Tante Bernharda Mittweg war seit 1792 mit Johann Adams, (Zeller Bürgermeister von 1803 bis 1818) verheiratet. 

## Leben
Nach seinem Abitur in Düsseldorf studierte Mittweg ab 1823 Rechtswissenschaften an der Rheinischen Friedrich-Wilhelms-Universität in Bonn und von 1823 bis 1826 an der Ruprecht-Karls-Universität in Heidelberg. Mittweg arbeitete ab 1839 als Advokat-Anwalt am Trierer Landgericht und als Kommunalpolitiker gehörte er von 1846 bis 1871 dem Stadtrat von Trier an.

## Politik
Seit dem Revolutionsjahr 1848 gehörte Mittweg zu den führenden Liberalen um Friedrich Zell aus Trier, dessen konstitutionelles Programm er mit unterschrieben hatte. Bei den Maiwahlen 1848 wurde Mittweg in Zell als Kandidat für die Preußische Nationalversammlung vorgeschlagen und zum Stellvertreter des demokratischen Abgeordneten Johann Baptist Grach (1793–1851) gewählt. Jedoch verzichtete Mittweg am 10. Juli 1848 auf sein Mandat, und so übernahm der Zeller Franz Friedrich Müller den freigewordenen Platz als Abgeordneter in der preußischen Nationalversammlung.

## Familie
Heinrich Mittweg war seit dem 6. September 1832 mit Anna Maria Joseph, geb. Schumm (* 1808 in Zell), Tochter von Joseph Ludwig Schumm und Anna Maria Gertrud, geb. Maas, verheiratet. Der Sohn Dr. med. Carl Mittweg war von 1881 bis 1887 und von 1903 bis 1913 Stadtverordneter in Trier.